# Инверно (Павија)
Инверно је насеље у Италији у округу Павија, региону Ломбардија.
Према процени из 2011. у насељу је живело 647 становника. Насеље се налази на надморској висини од 77 м.